# We Found Love
«We Found Love» — песня, записанная барбадосской певицей Рианной при участии шотландского автора-исполнителя Кельвина Харриса для её шестого студийного альбома Talk That Talk. Премьера «We Found Love» состоялась 22 сентября 2011 года на британской радиостанции Capital FM; в тот же день сингл вышел в коммерческую реализацию через iTunes в Австралии, Франции, Италии и Соединённых Штатах Америки. Композиция стала самой популярной песней 2011 года — 8 недель #1 в главном чарте Америки Billboard Hot 100, обогнав таких конкурентов как Adele 7 недель и Lady Gaga 6 недель. Но даже после этого синглу удавалось вновь подниматься на вершину, ещё 2 недели продержавшись №1. В итоге совместный дуэт в общей сложности был 10 недель №1.

## Появление в чартах

### Океания
26 сентября 2011 года «We Found Love» появился в чарте New Zealand Singles Charts на 14 позиции, поднявшись до второго места на следующей неделе и, неделю спустя, композиция сместилась на третью позицию чарта, однако на пятой неделе после дебюта сингл возглавил чарт Новой Зеландии. Песня получила золотую сертификацию от Новозеландской ассоциации звукозаписывающих компаний за продажи более 7,500 копий. 9 октября «We Found Love» дебютировала на 3 месте в австралийском чарте Australian Singles Chart. Затем песня заняла 4 позицию чарта, но на третьей неделе достигла своего пика на втором месте. 23 октября 2011 года песня получила платиновую сертификацию от Австралийской ассоциации звукозаписывающих компаний, за продажи 70,000 копий сингла.

### Северная Америка
В Соединённых Штатах Америки песня дебютировала в Billboard Hot 100 на 16 строчке чарта. Композиция «We Found Love» стала вторым лучшим дебютом Рианны (после сингла Эминема с её участием, когда «Love the Way You Lie» 10 июля 2010 года появился сразу на втором месте) и 31 песней, вошедшей в данный чарт. Также песня заняла 7 место в чарте США Hot Digital Songs; согласно Nielsen SoundScan продажи за первую неделю составляют 117,000 копий сингла. Композиция «We Found Love» дебютировала на 75 строчке чарта Hot 100 Airplay благодаря 14 миллионам прослушиваний на радиостанциях США.
На 6-й неделе пребывания в чарте сингл «We Found Love» в ноябре 2011 года возглавил хит-парада США Billboard Hot 100. В результате Рианна стала только 7-м исполнителем за всю 53-летнюю историю Hot 100, имеющим 11 чарттопперов, среди таких звёзд, как The Beatles (20 синглов № 1), Мэрайя Кери (19), Майкл Джексон (13), Мадонна (12), The Supremes (12) и Уитни Хьюстон (11).

### Европа
В Великобритании 9 октября 2011 года композиция «We Found Love» дебютировала на первом месте в чарте UK Singles Chart, UK Dance Chart и в UK Digital Download Chart с 87,000 проданными копиями сингла за неполную первую неделю (сингл поступил в продажу за четыре дня до конца подсчёта проданных копий). Благодаря успеху «We Found Love» в чарте UK Singles Chart Рианна установила рекорд среди певиц в истории Великобритании, заняв шесть раз первое место в главном чарте страны за последние пять лет, согласно Digital Spy «Рианне удавалось лидировать с песнями „Umbrella“, „Take A Bow“, „Run This Town“, „Only Girl (In The World)“ и „What’s My Name“ в период с 2007 года по январь 2011 года». Так же песня дебютировала на первой позиции в чарте Шотландии.

## Список композиций
- Digital download

1. «We Found Love» — 3:35

- CD-сингл, изданный в Германии[13]

1. «We Found Love» (Album Version) — 3:36
2. «We Found Love» (Extended Version) — 5:45

## Творческая группа
Запись
- Записано на студии Fly Eye Studios, Лондон, Великобритания и Westlake Recording Studios, Лос-Анджелес, Калифорния.

Группа
- Кельвин Харрис – автор песни, продюсер, инструментальщик, микширование и запись
- Маркос Товар – запись вокала
- Алехандро Барахс – ассистент инженера по записи
- Фил Тан – микширование
- Дамиан Льюис – ассистент по микшированию

Сведения о творческой группе были взяты с обложка CD-сингла.

## Чарты
| Чарт (2011)                                          | Высшее место |
| ---------------------------------------------------- | ------------ |
| Австралия (ARIA)                                     | 2            |
| Бельгия (Ultratop 50 Flanders)                       | 3            |
| Бельгия (Ultratop 40 Wallonia)                       | 6            |
| Канада (Canadian Hot 100)                            | 1            |
| Дания (Tracklisten)                                  | 1            |
| Финляндия (Finland's Official List)                  | 1            |
| Франция (SNEP)                                       | 1            |
| Ирландия (IRMA)                                      | 1            |
| Италия (FIMI)                                        | 4            |
| Япония (Japan Hot 100)                               | 13           |
| Нидерланды (Dutch Top 40)                            | 3            |
| Новая Зеландия (RIANZ)                               | 1            |
| Норвегия (VG-lista)                                  | 1            |
| Россия (2М Топ 10. Цифровые треки)                   | 4            |
| Россия (Russian Airplay Chart)                       | 1            |
| Шотландия (The Official Charts Company)              | 1            |
| Южная Корея (Gaon Chart)                             | 2            |
| Испания (PROMUSICAE)                                 | 9            |
| Швеция (Sverigetopplistan)                           | 1            |
| Швейцария (Schweizer Hitparade)                      | 1            |
| Великобритания Dance (The Official Charts Company)   | 1            |
| Великобритания Singles (The Official Charts Company) | 1            |
| США Billboard Hot 100                                | 1            |
| США Hot Dance Club Songs (Billboard)                 | 5            |
| США Pop Songs (Billboard)                            | 11           |

## Хронология релиза
| Страна                    | Дата             | Формат                                              | Лейбл              |
| ------------------------- | ---------------- | --------------------------------------------------- | ------------------ |
| Великобритания            | 22 сентября 2011 | Радиопремьера                                       | Mercury Records    |
| Соединённые Штаты Америки | 22 сентября 2011 | Цифровая дистрибуция                                | Def Jam Recordings |
| Италия                    | 22 сентября 2011 | Цифровая дистрибуция                                | Universal Music    |
| Австралия                 | 22 сентября 2011 | Цифровая дистрибуция                                | Universal Music    |
| Франция                   | 22 сентября 2011 | Цифровая дистрибуция                                | Universal Music    |
| Бельгия                   | 22 сентября 2011 | Цифровая дистрибуция                                | Universal Music    |
| Канада                    | 22 сентября 2011 | Цифровая дистрибуция                                | Universal Music    |
| Дания                     | 22 сентября 2011 | Цифровая дистрибуция                                | Universal Music    |
| Новая Зеландия            | 22 сентября 2011 | Цифровая дистрибуция                                | Universal Music    |
| Норвегия                  | 22 сентября 2011 | Цифровая дистрибуция                                | Universal Music    |
| Нидерланды                | 22 сентября 2011 | Цифровая дистрибуция                                | Universal Music    |
| Испания                   | 22 сентября 2011 | Цифровая дистрибуция                                | Universal Music    |
| Швеция                    | 22 сентября 2011 | Цифровая дистрибуция                                | Universal Music    |
| Швейцария                 | 22 сентября 2011 | Цифровая дистрибуция                                | Universal Music    |
| Соединённые Штаты Америки | 4 октября 2011   | Радиостанции формата урбан                          | Def Jam Recordings |
| Соединённые Штаты Америки | 11 октября 2011  | Премьера на мейнстримовых и ритмичных радиостанциях | Def Jam Recordings |